# Laredo (Espanha)
Laredo é um município da Espanha na comarca da Costa Oriental, província e comunidade autónoma da Cantábria. Tem 15,7 km² de área e em 2021 tinha 10 996 habitantes (densidade: 700,4 hab./km²).

## Demografia
| Variação demográfica do município entre 1991 e 2004 [carece de fontes?] | Variação demográfica do município entre 1991 e 2004 [carece de fontes?] | Variação demográfica do município entre 1991 e 2004 [carece de fontes?] | Variação demográfica do município entre 1991 e 2004 [carece de fontes?] |
| ----------------------------------------------------------------------- | ----------------------------------------------------------------------- | ----------------------------------------------------------------------- | ----------------------------------------------------------------------- |
| 1991                                                                    | 1996                                                                    | 2001                                                                    | 2004                                                                    |
| 12.950                                                                  | 12.913                                                                  | 12.559                                                                  | 12.825                                                                  |